# Delegado Marcelo Freitas
Marcelo Eduardo Freitas (Montes Claros, 4 de março de 1976), mais conhecido como Delegado Marcelo Freitas, é um delegado de polícia e político brasileiro, filiado ao União Brasil (UNIÃO).

## Controvérsias

### Impunidade a políticos acusados de assassinato
Em 10 de abril de 2024, o delegado Marcelo Freitas (UNIÃO-MG) foi um dos deputados que votou na Comissão de Constituição e Justiça da Câmara dos Deputados em favor da soltura do deputado Chiquinho Brazão que é acusado pela Polícia Federal de ser mandante do assassinato da ex-vereadora carioca Marielle Franco e, também, de possuir vínculos com organizações criminosas milicianas do Rio de Janeiro. Esta decisão de ser contrária à prisão de um deputado federal acusado de assassinato e que foi considerado como perigoso para a Justiça Brasileira foi tomada por todos os membros do partido União Brasil.